# Thelypteris rupicola
Thelypteris rupicola är en kärrbräkenväxtart som först beskrevs av Carl Frederik Albert Christensen, och fick sitt nu gällande namn av Ren-Chang Ching. Thelypteris rupicola ingår i släktet Thelypteris och familjen Thelypteridaceae. Inga underarter finns listade.